# 관중본위정책
관중본위정책(關中本位政策)은 중국의 역사학자 진인각(陳寅恪)이 제기한 학설로, 서위(西魏), 북주(北周), 수(隋), 당(唐) 4대 정권의 특징을 설명하기 위하여 고안하였다.
최초로 우문태(宇文泰)가 소작(蘇綽)의 건의를 채용, 관중(關中)을 본위로 하는 정책을 제정하고 호한(胡漢) 간의 장벽을 무너뜨리고, 균전제(均田制)의 명의로 농민을 통제하였다. 최후에 관롱집단(關隴集團)으로 결합하였다. 당시 호족(豪族) 역시 대부분 관롱집단에 가입하였다. 수양제(隋煬帝)가 순행을 좋아하여 관중본위정책을 상 당히 파괴하였다. 당태종(唐太宗) 관중본위정책을 공고히 하기 위하여 전국 병력의 반 이상을 관중 일대로 모으고 중앙의 힘을 강화하였다. 진인각은 "이당(李唐)이 우문태의 관중본위정책을 이어받아 전국의 중심이 서북 한 구석으로 가게 되었다(李唐承宇文泰關中本位政策，全國重心在西北一隅)"고 하였다. 무측천(武則天)이 정권을 장악한 이후, 관롱집단이 무너지기 시작하였고, 진사(進士)의 문사지과(文詞之科)를 숭상, 문무를 분리시켰다. 당현종(唐玄宗) 시기에 이르면 관중본위정책은 모두 파괴되었고 지방 세력이 일어나면서 당 황실도 쇠락하였다.

## 같이 보기
- 관롱집단